# UP10TION
UP10TION (hangul: 업텐션, czyt. „up-tension”) – południowokoreański boysband k-popowy utworzony przez wytwórnię TOP Media w 2015 roku. Składa się z dziesięciu członków: Jinhoo, Kuhn, Kogyeol, Lee Jin-hyuk, Bitto, Kim Woo-seok, Sunyoul, Gyujin, Hwanhee oraz Xiao. Zespół zadebiutował 11 września 2015 roku wydając pierwszy minialbum pt. Top Secret (kor. 一級秘密 (일급비밀)). W 2017 roku wydali pierwszy japoński singel – ID.
Nazwa ich oficjalnego fanklubu to HONEY10.

## Historia

### Przed debiutem
W lipcu 2015 roku UP10TION zadebiutowali oficjalnie, przedstawiając każdego członka poprzez program Masked Rookie King, który jest parodią King of Mask Singer. Skryci pod maską członkowie rywalizowali ze sobą i prezentowali swoje umiejętności przed jurorami. Wybrani zdejmowali maski. W skład jury weszli: Andy z Shinhwa, Chunji z Teen Top oraz Rokhyun i Chanyong z 100%. Członkowie zostali przedstawieni w kolejności: Wooshin, Jinhoo, Hwanhee, Bitto, Kogyeol, Kuhn i Sunyoul. Kompletna, dziesięcioosobowa grupa została ostatecznie przedstawiona wraz z najnowszymi członkami Wei, Gyujin i Xiao.

### 2015: Debiut zTop SecretiBravo!
Debiutancki showcase zespołu odbył się 9 września 2015 roku, w AX Concert Hall, w Seulu. Debiutancki minialbum, zatytułowany Top Secret (一級秘密 (일급비밀)), ukazał się trzy dni później. Album zadebiutował na 9 miejscu i ostatecznie uplasował się na 7 miejscu listy Gaon Album Chart. Pierwszy występ w programie muzycznym odbył się 10 września, w M Countdown, w którym wykonali piosenkę „So, Dangerous” (kor. 위험해 (SO, DANGEROUS)). W celu promocji płyty odbył się także showcase w Pekinie, w dniu 22 września. Teledysk do „So, Dangerous” znalazł się na 9 miejscu listy najczęściej oglądanych filmów K-popowych Billboardu w Ameryce we wrześniu.
27 listopada wydali swój drugi minialbum pt. Bravo!, z głównym singlem „Catch Me!”. Płyta uplasowała się na 5 pozycji listy Gaon Album Chart.

### 2016:Spotlight,Summer Go!orazBurst
Pierwszym wydawnictwem w 2016 roku był trzeci minialbum Spotlight, który ukazał się 18 kwietnia. Płytę promował singel „Attention” (kor. 나한테만 집중해 (Attention)). W maju TOP Media potwierdziło, że pierwszy japoński showcase odbędzie się 4 czerwca w Tokio, a następnie 5 czerwca w Osaka River Forum.
5 sierpnia UP10TION wydali swój czwarty minialbum Summer Go!, z głównym singlem „Tonight” (kor. 오늘이 딱이야 (夜半逃走)).
Piąty minialbum, zatytułowany Burst, miał swoją premierę 21 listopada. Płytę promował singel „White Night” (kor. 하얗게 불태웠어).

### 2017: Debiut w Japonii iStar;dom
Pierwszym japońskim wydawnictwem zespołu był singel „ID” (jap. ID(アイディー)), który ukazał się 27 lutego 2017 roku. Zajął 4 pozycję na liście Oricon Single Chart.
6 czerwca TOP Media wydało oświadczenie dotyczące przerwy w aktywności Wooshina. Poinformowano, że jego kondycja psychiczna pogorszyła się z powodu stresu psychicznego, który odczuwał od końca 2016 roku, będącego wynikiem kontrowersji dotyczącej współprowadzącej program The Show – Jeon So-mi. Agencje obu stron i produkcja The Show wydali oficjalne oświadczenia zaprzeczające oskarżeniom.
UP10TION kontynuowali działalność w dziewięcioosobowym składzie. Wydali kolejny minialbum Star;dom 29 czerwca. Płyta zawierała sześć utworów, w tym singel „Runner” (kor. 시작해 (Runner)). 12 października grupa wydała specjalne wydawnictwo 2017 Special Photo Edition, zawierające dwie piosenki, w tym singel „Going Crazy” (kor. 미치게 해 (Going Crazy)).

### 2018–2019: Powrót Wooshina, pierwszy album studyjny iProduce X 101
24 stycznia 2018 roku ukazał się drugi japoński singel „WILD LOVE”. Zajął 3 pozycję na liście Oricon Single Chart. Trzeci singel japoński, „CHASER”, został wydany 8 sierpnia i uplasował się na 2 pozycji listy Oricon.
15 marca roku UP10TION wydali pierwszy album studyjny, z „Candyland” jako głównym singlem. Płyta została nagrana z udziałem wszystkich dziesięciu członków.
20 sierpnia ukazał się drugi specjalny minialbum 2018 Special Photo Edition zawierający dwie piosenki, w tym singel „So Beautiful”.
6 grudnia został wydany siódmy minialbum Laberinto. Zawierał siedem piosenek, w tym główny singel pt. „Blue Rose”.
W 2019 roku członkowie Wooshin i Wei wzięli udział w programie Produce X 101, odpowiednio jako Kim Woo-seok i Lee Jin-hyuk. 15 marca zostali ujawnieni jako kandydaci centralnej pozycji układu do piosenki „X1-MA”. Woo-seok otrzymał 1 304 033 głosów zajmując drugie miejsce; zadebiutował 27 sierpnia w grupie projektowej X1. Umowa tej grupy miała obowiązywać przez 5 lat: przez pierwsze 2,5 roku mieli promować wyłącznie z X1, ale przez pozostałe 2,5 roku mogliby ponownie promować się z UP10TION. Jednakże wskutek kontrowersji związanej z manipulacją głosowań w programach Mnetu, grupa X1 została rozwiązana, a Wooshin powrócił do UP10TION.
Kolejny minialbum, The Moment of Illusion, ukazał się 22 sierpnia. W jego przygotowaniu i promocji płyty uczestniczyło ośmiu z dziesięciu członków, bez Wooseoka i Jinhyuka.

### 2020–2021:Light UpiConnection
7 kwietnia 2020 roku Top Media ogłosiło, że Jinhoo przerwie działalność z powodu problemów zdrowotnych. Wydawnictwo zapowiedziało również, że zespół wyda letni album, ale ostateczny termin comebacku podano pod koniec sierpnia. Dziewiąty minialbum pt. Light Up, wraz z głównym singlem „Light”, ukazał się 24 września.
23 listopada ogłoszono, że Jinhoo rozpoczął obowiązkową służbę wojskową tego samego dnia. 27 listopada opublikowano teledysk do utworu „Destiny” z albumu Light Up.
29 listopada Bitto uzyskał pozytywny wynik testu na COVID-19, 1 grudnia pozytywny wynik uzyskał Kogyeol, a 15 grudnia – także Xiao.
14 czerwca 2021 roku UP10TION wydali drugi album studyjny Connection, wraz z teledyskiem do głównego singla „Spin Off”.

## Członkowie
| Pseudonim                        | Pseudonim     | Prawdziwe imię | Prawdziwe imię | Data urodzenia            | Pozycja                      |
| Latynizacja                      | Hangul        | Latynizacja    | Hangul         | Data urodzenia            | Pozycja                      |
| -------------------------------- | ------------- | -------------- | -------------- | ------------------------- | ---------------------------- |
| Jinhoo                           | 진후          | Kim Jin-wook   | 김진욱         | 2 sierpnia 1995(dts)      | lider, wokal prowadzący      |
| Kuhn                             | 쿤            | No Soo-il      | 노수일         | 11 listopada 1995(dts)    | raper                        |
| Kogyeol                          | 고결          | Ko Min-soo     | 고민수         | 19 maja 1996(dts)         | wokal prowadzący             |
| Lee Jin-hyuk (wcześniej Wei)     | 이진혁 (웨이) | Lee Sung-jun   | 이성준         | 8 czerwca 1996(dts)       | raper prowadzący             |
| Bitto                            | 비토          | Lee Chang-hyun | 이창현         | 24 sierpnia 1996(dts)     | główny raper, główny tancerz |
| Kim Woo-seok (wcześniej Wooshin) | 김우석 (우신) | Kim Woo-seok   | 김우석         | 27 października 1996(dts) | wokal                        |
| Sunyoul                          | 선율          | Seon Ye-in     | 선예인         | 6 listopada 1996(dts)     | główny wokal                 |
| Gyujin                           | 규진          | Han Gyu-jin    | 한규진         | 21 listopada 1997(dts)    | wokal, prowadzący tancerz    |
| Hwanhee                          | 환희          | Lee Hwan-hee   | 이환희         | 6 maja 1998(dts)          | główny wokal                 |
| Xiao                             | 샤오          | Lee Dong-yeol  | 이동열         | 13 grudnia 1998(dts)      | wokal, maknae                |

## Dyskografia
| Albumy studyjne - Invitation (2018) - Connection (2021) Minialbumy - Top Secret (kor. 一級秘密 (일급비밀)) (2015) - Bravo! (2015) - Spotlight (2016) - Summer Go! (2016) - Burst (2016) - Star;dom (2017) - 2017 Special Photo Edition (2017) - 2018 Special Photo Edition (2018) - Laberinto (2018) - The Moment of Illusion (2019) - Light Up (2020) | Single - ID (jap. ID (アイディー)) (2017) - Wild Love (2018) - Chaser (2018) |

## Trasy i koncerty
- UP10TION Zepp Tour 2017
- UP10TION 1st Concert "Tension Up" 2017
- UP10TION Christmas Concert 2017-Light UP! in JAPAN
- UP10TION Japan Live Tour "Candyland" 2018
- UP10TION Meet & Live Candyland Tour in US June 2018
- UP10TION Europe Tour 2018